# Jan Haite Riemersma
Jan Haite Riemersma (Terzool, 18 september 1919 – Roden, 4 september 2001) was een Nederlands politicus van de PvdA.
Hij werd geboren als zoon van Pieter Riemersma (1886-1974) en Janke van der Schaaf (1886-1955). J.H. Riemersma werd rond september 1939 volontair bij de gemeente Rauwerderhem waar zijn woonplaats Terzool toen bij hoorde. Begin 1940 volgde zijn aanstelling tot tijdelijk ambtenaar bij de gemeente Wonseradeel. Hij bracht het tot referendaris en plaatsvervangend secretaris van het Openbaar Lichaam De Noordoostelijke Polder voor hij in juli 1961 benoemd werd tot burgemeester van Havelte. In augustus 1970 werd Riemersma de burgemeester van Roden. Vanwege gezondheidsproblemen nam hij daar eind 1979 afscheid. Riemersma overleed daar in 2001 op 81-jarige leeftijd.